# Punto A

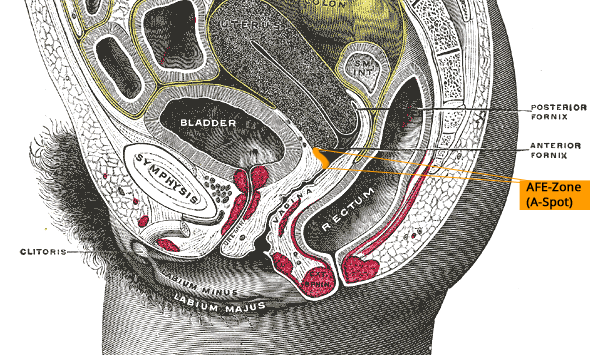
La zona AFE (punto A) se encuentra en el área abdominal de la muesca en el cuello uterino (fondo de saco anterior). Se muestra un útero natural en anteflexión, i. H. el fondo del útero apunta hacia adelante (ventral) a la vejiga urinaria

El punto AFE (del inglés: Anterior Fornix Erogenous Zone), más conocido comúnmente en español cómo el punto A (en inglés: "A spot") fue descubierto en 1996, como un punto de placer arraigado al punto G.
Representa una región en la vagina de la mujer que, en algunas mujeres, es sensible a la estimulación. Como, por ejemplo, pero no exclusivamente, el clítoris y la zona de Graefenberg, pertenece a las zonas erógenas y, por tanto, es básicamente un área o una zona anatómica que también puede ser al menos ligeramente diferente de un individuo y, por lo tanto, no un solo punto. En la opinión del ginecólogo malayo Chua Chee Ann, la zona del  AFE es más sensible a los estímulos que la zona de Graefenberg, que es coloquialmente llamada como el punto G.

## Anatomía y función
El punto A a se localiza a unos 7.5 centímetros de los labios vaginales, ubicado en la parte más interna de la vagina que se encuentra cerca de la vejiga. Es una zona propicia para producir rápidamente el orgasmo y la eyaculación.
Entre la vagina y la vejiga urinaria se encuentra la llamada fascia de Halban o septum vesicovaginale según el ginecólogo Josef von Halban, representa una laminilla mesenquimatosa con una capa fibroelástica de fibras de colágeno, fibras musculares elásticas y lisas, un abundante aporte sanguíneo y una disposición nerviosa de los cuerpos de Krause y las terminaciones nerviosas pseudocorpusculares. Cuando se estimula este espacio de tejido conectivo, se producen vasoconstricción y sensaciones sexuales placenteras. 
Según Chua Chee Ann, la zona AFE (punto A) se encuentra en la pared vaginal anterior, aproximadamente entre la zona de Graefenberg y el cuello uterino externo. La accesibilidad depende de la posición del útero. Ha sido descrito en la zona AFE por él en el Congreso Asiático de Sexología en 2003. Ann enfatizó particularmente la importancia para las mujeres con dolor severo durante el coito vaginal (dispareunia) por la falta de humedad. Cuando se estimula la zona AFE, aumenta la lubricación por las glándulas de Bartholin. Además, según el ginecólogo, un tercio de las mujeres responden a la estimulación de la zona AFE con orgasmos múltiples.
Si se siente la zona AFE en la parte trasera, la bóveda vaginal superior, la zona erógena se puede activar con una presión suave pero uniforme de adentro hacia afuera, en la dirección de la pared abdominal. El movimiento de palear con los dedos, en el sentido de un "movimiento de venir aquí", debe retroalimentarse en el sentido de una atención guiada por la "retroalimentación".

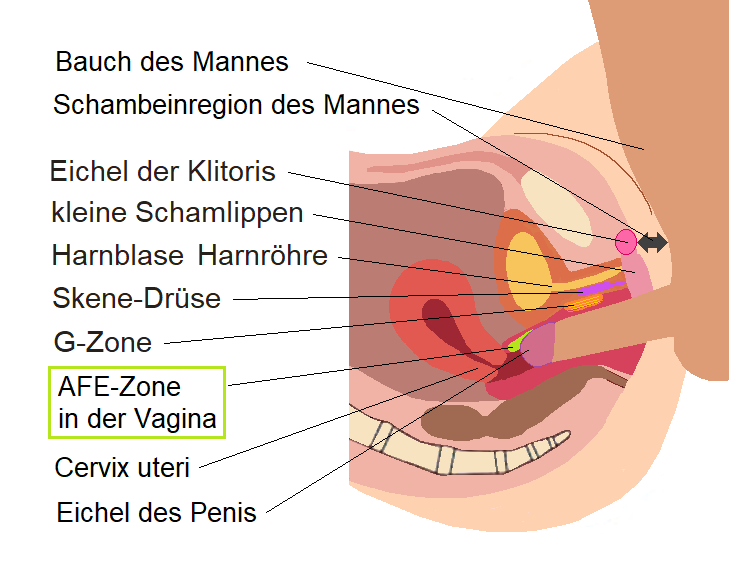
Con penetración profunda, el glande del pene toca la zona AFE

Para estimular la zona AFE a través de la penetración del pene durante el coito vaginal , por un lado se requiere un nivel correspondiente de excitación sexual en la mujer y, por otro lado, la profundidad de penetración y el ángulo del pene son importantes. Estos pueden promoverse mediante posiciones sexuales adecuadas, pero también mediante una técnica adecuada.
Para una estimulación óptima de la zona AFE, es aconsejable reforzarla intravaginalmente con un empujón pequeño, fuerte y profundo después de cada movimiento profundo hacia adelante. Esto hará que el pene entre en la vagina otros 1 a 2 cm. Un impacto directo en el cuello uterino a veces puede percibirse como incómodo. La posición del útero, ya sea ante o retroflexada puede ser significativa y luego puede ser necesario corregirla mediante posiciones sexuales apropiadas o el ángulo perfecto para el pene y la vagina.
Por ejemplo, puede ser útil para la pareja sexual en la posición a tergo levantar más las nalgas y arrodillarse en una hiperlordosis más fuerte en la columna lumbar. Esto es especialmente cierto para las mujeres que tienen la denominada posición uterina retroflexionada. Esto cambia el ángulo del pene penetrante en la medida en que se puede alcanzar mejor la zona erógena del fondo de saco anterior (zona AFE).
Chua Chee Ann afirma haber encontrado la zona AFE por casualidad durante un examen y luego probó la respuesta a la estimulación correspondiente en otras mujeres. Varias llegaron al orgasmo de forma espontánea.

## Efectos
Sus efectos son más rápidos que los del Punto G y es mucho mayor. Puede producir varios orgasmos. Se puede denotar la salida profusa de líquido denominada eyaculación femenina causando mayor satisfacción.

## Cómo llevar a cabo
Existen 3 posturas más o menos habituales:
- La mujer boca abajo y su pareja sexual detrás de ella. De forma que los dedos toman mayor movilidad por la parte superior.
- La mujer sentada en el borde de la cama y la pareja sexual arrodillada delante.
- La mujer en posición de 4 'patas' y su pareja sexual tras ella, con la misma ventaja que en la primera, aunque con mayor profundidad.

- También se puede llevar a cabo intentando introducir tres dedos en forma de C.

Al igual que se puede hacer con las manos, es posible hacerlo también con el pene, y llegar a orgasmos mediante este método.